# Bombardier Flexity Swift

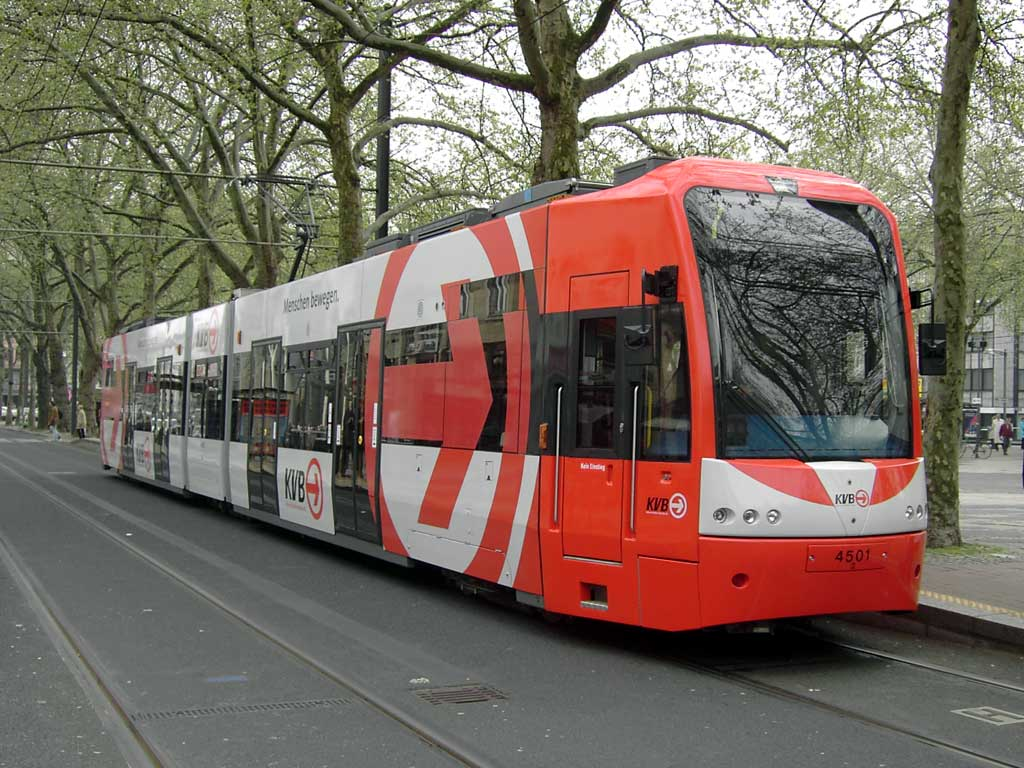
K4500 der KVB Köln

Der Flexity Swift ist eine Familie von Stadtbahnwagen des Herstellers Bombardier Transportation, die erstmals 1995 durch die Kölner Verkehrs-Betriebe (KVB) eingesetzt wurde. Heute werden die Fahrzeuge von mehreren Verkehrsbetrieben in Europa, Asien und den USA eingesetzt. Dazu gehören u. a. Bonn, Frankfurt am Main, Istanbul, Köln, London-Croydon, Minneapolis, Rotterdam, Stockholm und Manchester. Für Bursa und Karlsruhe wurden Ende der 2000er Jahre Fahrzeuge bestellt. Diese sind sowohl in einer Niederflur- als auch einer Hochflur-Version lieferbar. In Deutschland sind sie hauptsächlich unter den Typbezeichnungen der KVB (K4000, K4500, K5000) oder der VGF (U5) bekannt.
Die von Bombardier ab 1992 an die U-Bahn Wien gelieferten Niederflurwagen T waren das Vorbild der K4000 und wurden auch in Köln testweise eingesetzt. Allerdings gehören sowohl die Typen T und T1 als auch die davon abgeleitete Reihe 400 der Wiener Lokalbahn nicht zur Flexity-Familie.
Die von Bombardier hergestellten Hochflurfahrzeuge für die Docklands Light Railway der Typen B90, B92, B2K und B07 ähneln der Flexity Swift-Familie, gehören aber keiner Flexity-Familie an. Die Familien Flexity Swift und Flexity Link werden vom Bombardier unter dem Begriff Flexity Light Rail zusammengefasst.
Die wichtigsten Wettbewerber des Flexity Swift sind der Alstom Citadis, der Siemens Combino und Siemens Avanto, der Tango von Stadler Rail, der Sirio von AnsaldoBreda und Bombardiers andere Bombardier Flexity Straßenbahnwagen.

## Modelle und Einsatzorte

### Köln, Bonn

#### K4000

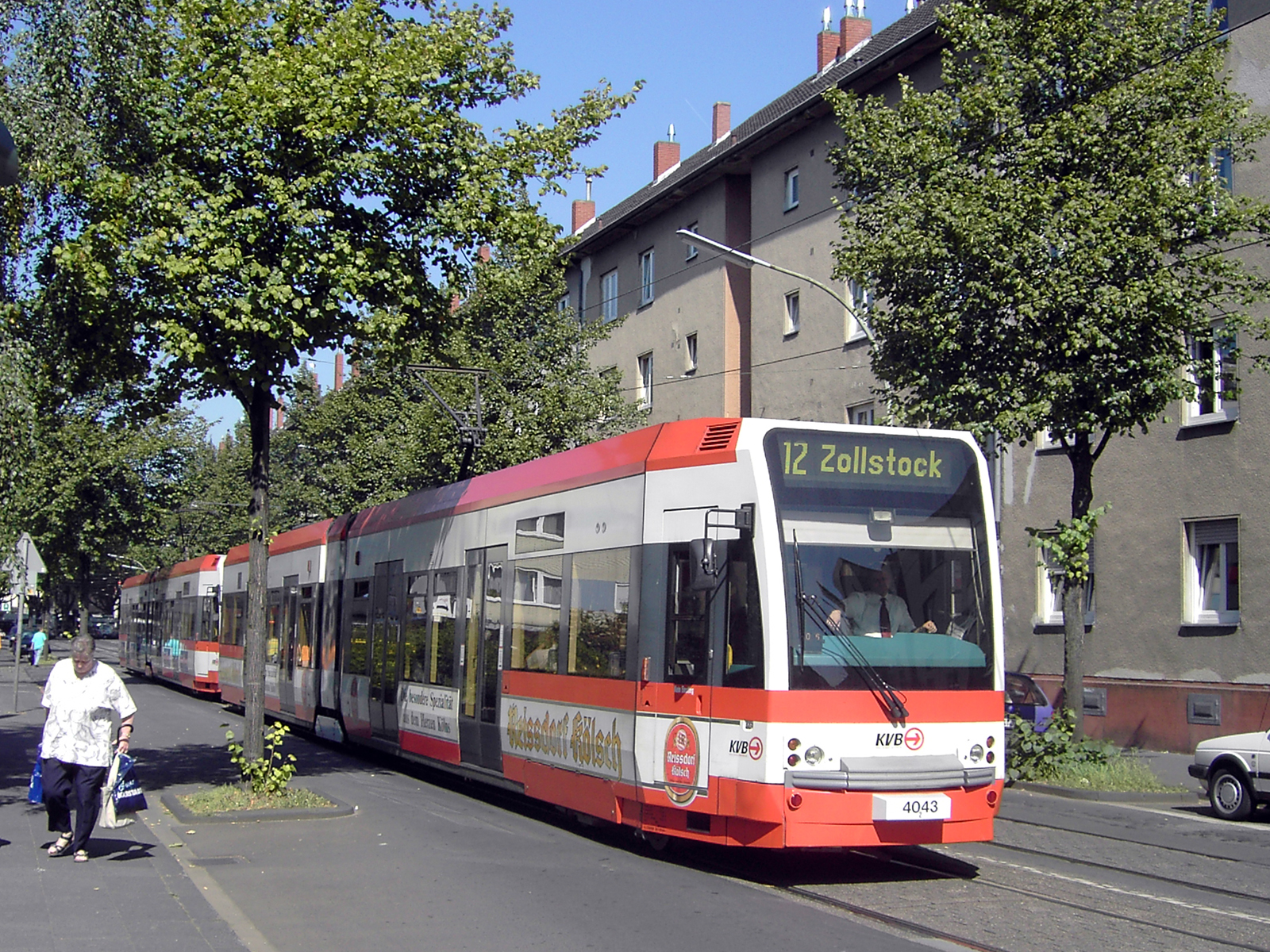
K4000 in Köln

Die K4000 sind – je nach Definition – mittel- oder niederflurige, sechsachsige Zweirichtungsstadtbahnwagen. Das Laufgestell unter dem Gelenk hat wegen des tiefliegenden Wagenbodens Losräder ohne umlaufende Achswellen.

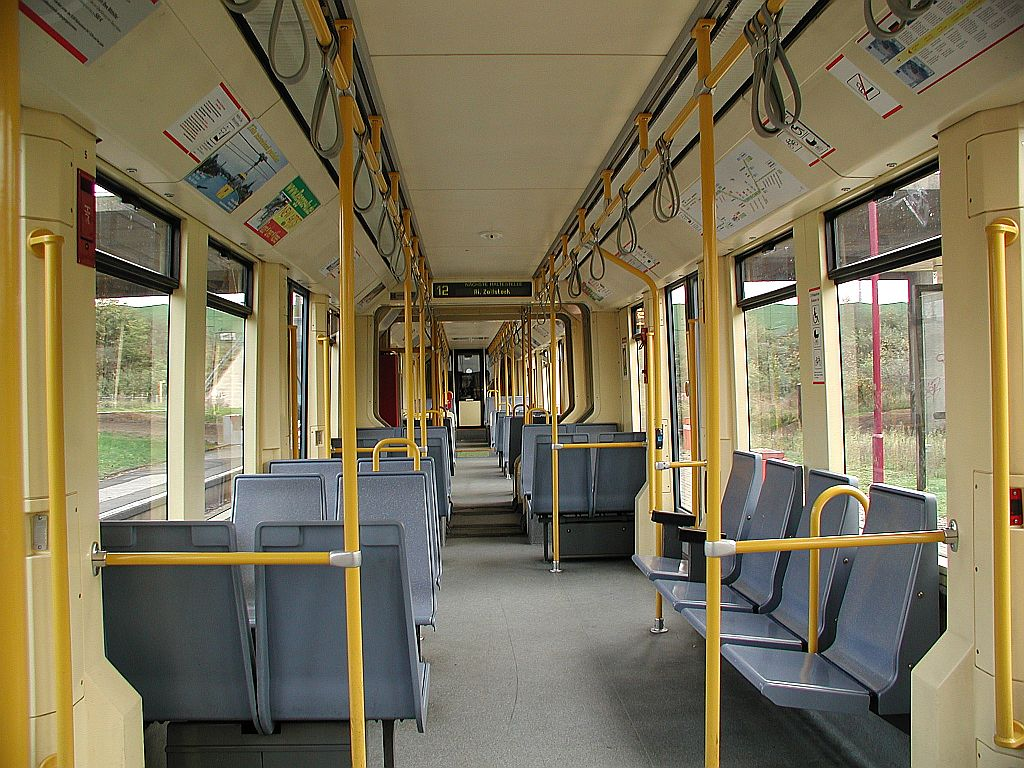
K4000 Innenraum

Wegen der Wagenbodenhöhe von 35 Zentimetern über Schienenoberkante an allen Einstiegstüren eignen sich die K4000 für die Bedienung von Strecken, deren Bahnsteige aus finanziellen oder stadtgestalterischen Gründen nicht auf das 90-Zentimeter-Einstiegsniveau der Stadtbahnwagen der Typen B oder K5000 angehoben werden können oder sollen. Bei den K4000 ist bereits ab einer Bahnsteighöhe von 35 bis 40 Zentimetern ein stufenloser Einstieg möglich. Der Niederfluranteil beträgt 70 Prozent, der Wagenboden ist zwischen der jeweils Einstiegstür bis zum Führerstandsende über dem Triebdrehgestell angehoben, was eine Stufe im Fahrzeuginneren nötig macht, dafür aber die Konstruktion des Antriebs wesentlich vereinfacht.
120 baugleiche Fahrzeuge dieses Typs wurden von 1995 bis 1998 im Konsortium von Bombardier Transportation und Kiepe Elektrik gebaut und an die Kölner Verkehrs-Betriebe ausgeliefert. Im Jahr 2002 traf eine Nachlieferung von weiteren vier Fahrzeugen in Köln ein, so dass die KVB heute über 124 K4000-Wagen verfügt. Die Betriebsnummern lauten dementsprechend 4001 bis 4124.
Anfangs waren nur die Linien 1, 7, 8 und 9 (seit 5. August 2007 noch 1, 7 und 9) das Einsatzgebiet für diese Fahrzeuge, inzwischen sind zusätzlich die Linien 6, 12 und 15 (seit 5. August 2007 noch 12 und 15) auf K4000, bzw. K4500 umgestellt worden.
In der Regel sind die K4000 als Doppeltraktion mit zwei Wagen im Einsatz. Anfang des Jahres 2006 wurde der Prototyp 4001 umgebaut, um mit den Wagen der Nachfolgebauart K4500 gekuppelt werden zu können und erhielt dazu u. a. ein neues IBIS-Gerät. Inzwischen wurden alle Fahrzeuge mit den neuen IBIS-Geräten ausgestattet und können mit K4500 in Doppeltraktion fahren.
Wie in Köln (und generell in Stadtbahnsystemen) typisch, werden die Wagen nicht nur im oberirdischen Straßenbahnbetrieb eingesetzt, sondern sie befahren auf Teilstrecken auch U-Bahn-Tunnel. Darüber hinaus sind sie für den Betrieb nach EBO auf klassischen Eisenbahnstrecken zugelassen. Wegen des abweichenden Rückflächenabstandes der Radsätze erfordert dieser Einsatz allerdings Weichen mit unterbrechungsloser Fahrkante durch bewegliche Herzstückspitzen oder Flügelschienen. Einen solchen Streckenabschnitt gibt es auf der KVB-Linie 7 zwischen den Haltestellen „Brahmsstraße“ und „Frechen Bahnhof“.

#### K5000 bzw. K5100/K5200

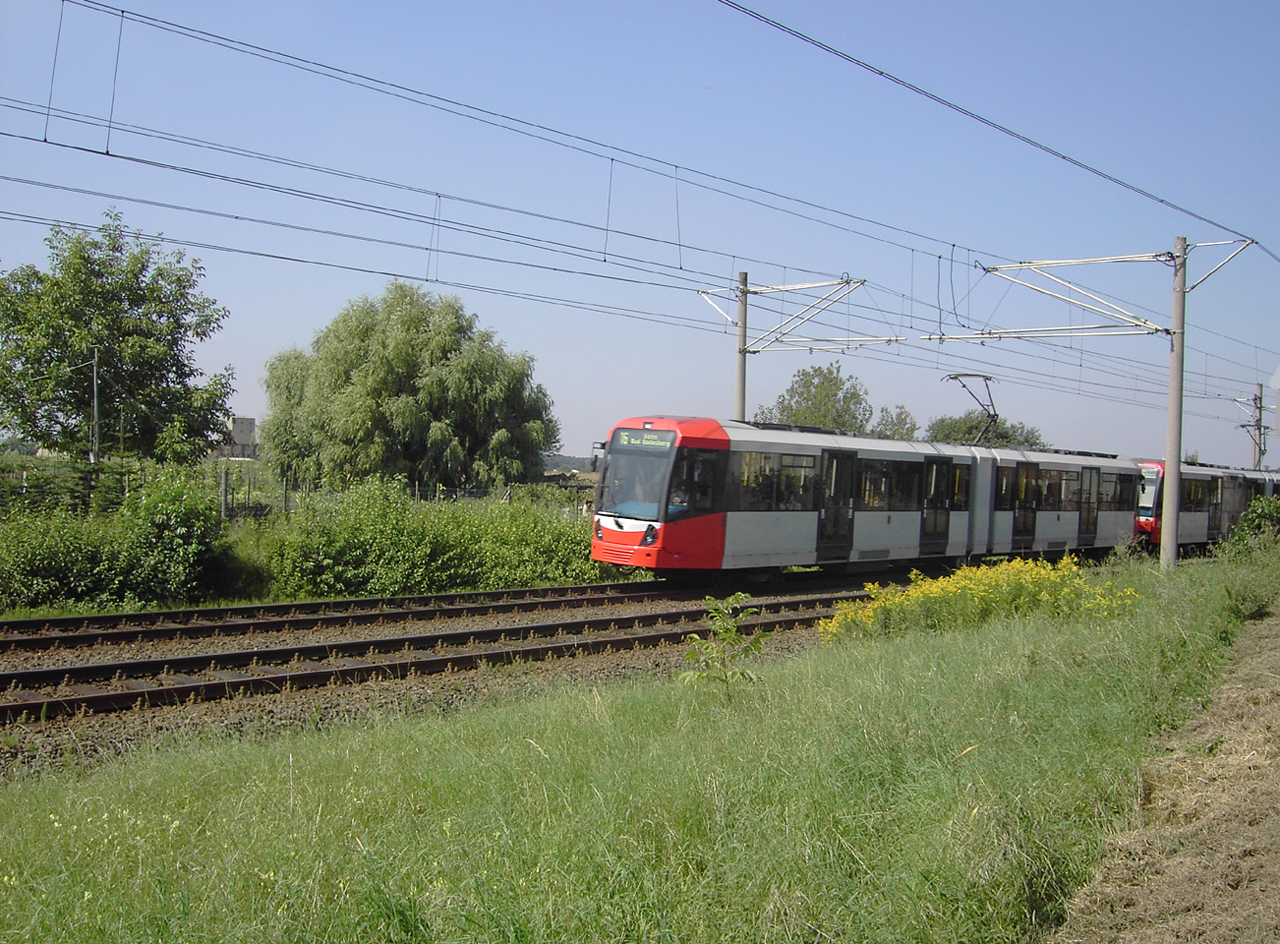
K5000 auf der Rheinuferbahn

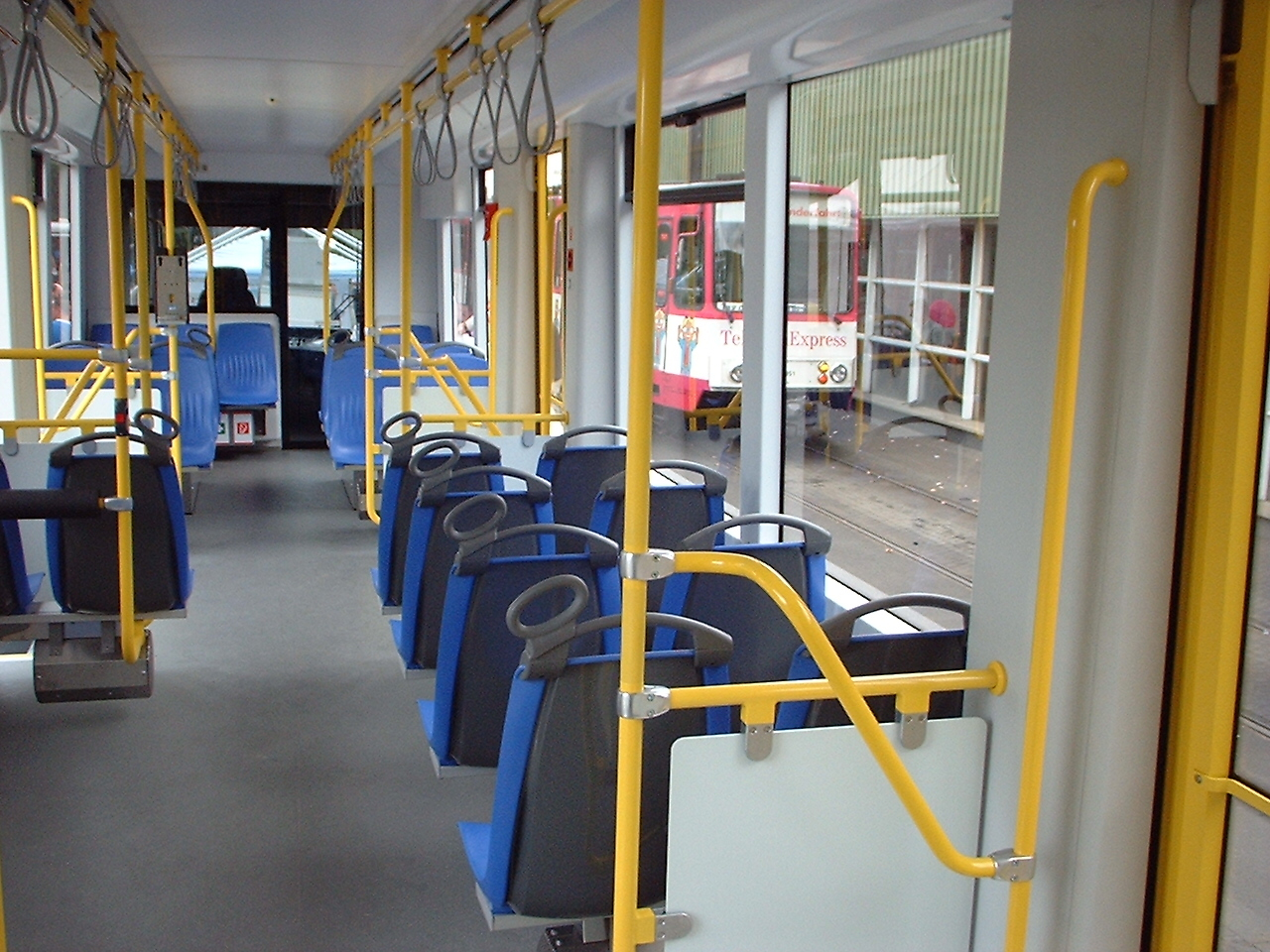
Innenraum eines K5000

Der K5000 ist die Hochflur-Variante des Bombardier Flexity Swift. Ursprünglich wollten die KVB den neuen Siemens-Typ „CitySprinter“ beschaffen. Jedoch wurde nach dem schweren Unfall des Prototyps am 23. August 1999 ein neuer Auftrag an Bombardier vergeben. Allerdings entschieden sich die KVB kurzfristig, die 59 Bombardier-Fahrzeuge als 5101–5159 einzureihen, da man die Nummer 5001, die der verunglückte CitySprinter-Prototyp getragen hatte, nicht neu vergeben wollte. Eine Option über 69 weitere Einheiten wurde in eine Bestellung für niederflurige K4500 umgewandelt, da mittlerweile die Umstellung der Linien 6, 12 und 15 auf Niederflurbetrieb beschlossen worden war. Einige der Kölner Fahrzeuge wurden ebenfalls so nachgerüstet, dass sie auf den EBO-Strecken fahren können. Mittlerweile ist der Digitalfunk jedoch auf der HGK-Strecke ausgebaut und die Wagen mit IBISplus-Geräten sind für diese Strecke zugelassen. Die K4000 wurden erst auf IBISPlus umgerüstet, nachdem die Frechener Strecke mit Digitalfunk ausgestattet wurde.
2003 beschafften die Stadtwerke Bonn 15 baugleiche Fahrzeuge, die mit Rücksicht auf die damals geplante Fusion mit den KVB als 0360–0374 eingereiht wurden, also durch Austausch der ersten Ziffern sofort ins Kölner Nummernsystem integriert werden könnten. Nach dem bisherigen System wäre die erste Betriebsnummer 0351 gewesen.
Zunächst wurden die Bonner Triebwagen – tagsüber als Doppeltraktionen – ausschließlich auf der dortigen Linie 63 eingesetzt. Ein gemeinschaftlicher Verkehr auf den Linien 16 und 18 nach Köln findet seit August 2005 statt, da die K5000 erst nach einem sehr langwierigen Verfahren die die für den Fahrgastbetrieb auf der Rheinufer- und Vorgebirgsbahn erforderliche Zulassung nach EBO erhielten. Notwendig für den Erhalt dieser Zulassung war der Einbau eines Feuerlöschers in der Wagenmitte.
Im November 2010 nahm die KVB die ersten Fahrzeuge des Typs K5200, einer zweiten Generation von Hochflur-Flexitys, in Betrieb. Die 15 bestellten Fahrzeuge unterscheiden sich nur geringfügig vom K5000 und wurden bis 2011 ausgeliefert.

#### K4500
Der K4500 ist eine weitere Niederflur- bzw. Mittelflur-Variante des Flexity Swift, die dem Typ K4000 sehr ähnelt, technisch aber näher mit dem K5000 verwandt ist, was besonders für die Ersatzteilvorhaltung vorteilhaft ist. Das mittige Lauffahrwerk ist jedoch eine gesonderte Entwicklung, die auf dem Lauffahrwerk des Incentro basiert, bei der aber klassische Radsätze mit durchgehenden Radsatzwellen verwendet werden. Auffälligste Änderung ist das zum Mittelwagen verlängerte Gelenk, das nun acht Sitzplätze beherbergt. In den Jahren 2005 bis 2007 wurden insgesamt 69 dieser Fahrzeuge an die KVB geliefert. Grund dieser Umwandlung einer Bestellung für K5000-Fahrzeuge war eine Entscheidung der Kölner Stadtverordneten, einen Teil des Stadtbahnnetzes komplett für den Einsatz von Niederflurfahrzeugen herzurichten. Damit wären mehr Hochflurwagen vorhanden gewesen, als in Köln gebraucht wurden und gleichzeitig zu wenig Niederflurwagen.

### London (CR4000)
Im Frühjahr 2000 erhielt das neu eingerichtete (London) Tramlink System auf dem K4000 basierende und äußerlich beinahe identische Niederflurtriebwagen.

### Stockholm, Schweden (A32)
Ende der 1990er Jahre wurden Fahrzeuge für die erste neue Stadtbahnstrecke der Nachkriegszeit in Stockholm, Schweden, die sogenannte „Querbahn“, beschafft. Sie sind mit den K4000 nahezu baugleich, jedoch wurden sie mit runderen Köpfen und nur drei Türen je Seite ausgerüstet. Die vierte ist vorbereitet und nachrüstbar. Wegen eines Anschlusses in Liljeholmen und den straßenbündigen Rillenschienen durch Gröndal laufen die Stockholmer Wagen auf Kompromissradreifen.
Die Haagsche Tramweg-Maatschappij (HTM) setzte baugleiche Wagen in Kooperation mit den Nederlandse Spoorwegen auf der „RijnGouweLijn“ (Gouda-Alphen aan den Rijn) ein. Da diese Fahrzeuge ursprünglich auch nach Stockholm geliefert werden sollten, trugen sie auch die Bezeichnung A32. Die Fahrzeuge wurden im Jahr 2010 nach Stockholm verkauft.

### Izmir
Im August 2000 wurde in Izmir, Türkei eine von Adtranz erstellte Metro eröffnet. Die Lieferung umfasste 45 Fahrzeuge.

### Istanbul
Im Sommer 2001 bestellte die Istanbul Transport Authority (ITC) 55 Flexity Swift. Ähnlich den Fahrzeugen für Stockholm, bieten die Einheiten für Istanbul bei einer Länge von 30 m eine Gesamtkapazität von 272 Fahrgästen. Die Einstiegshöhe beträgt 300 Millimeter. Die Fahrzeuge wurden 2003 in Betrieb genommen.

### Frankfurt am Main

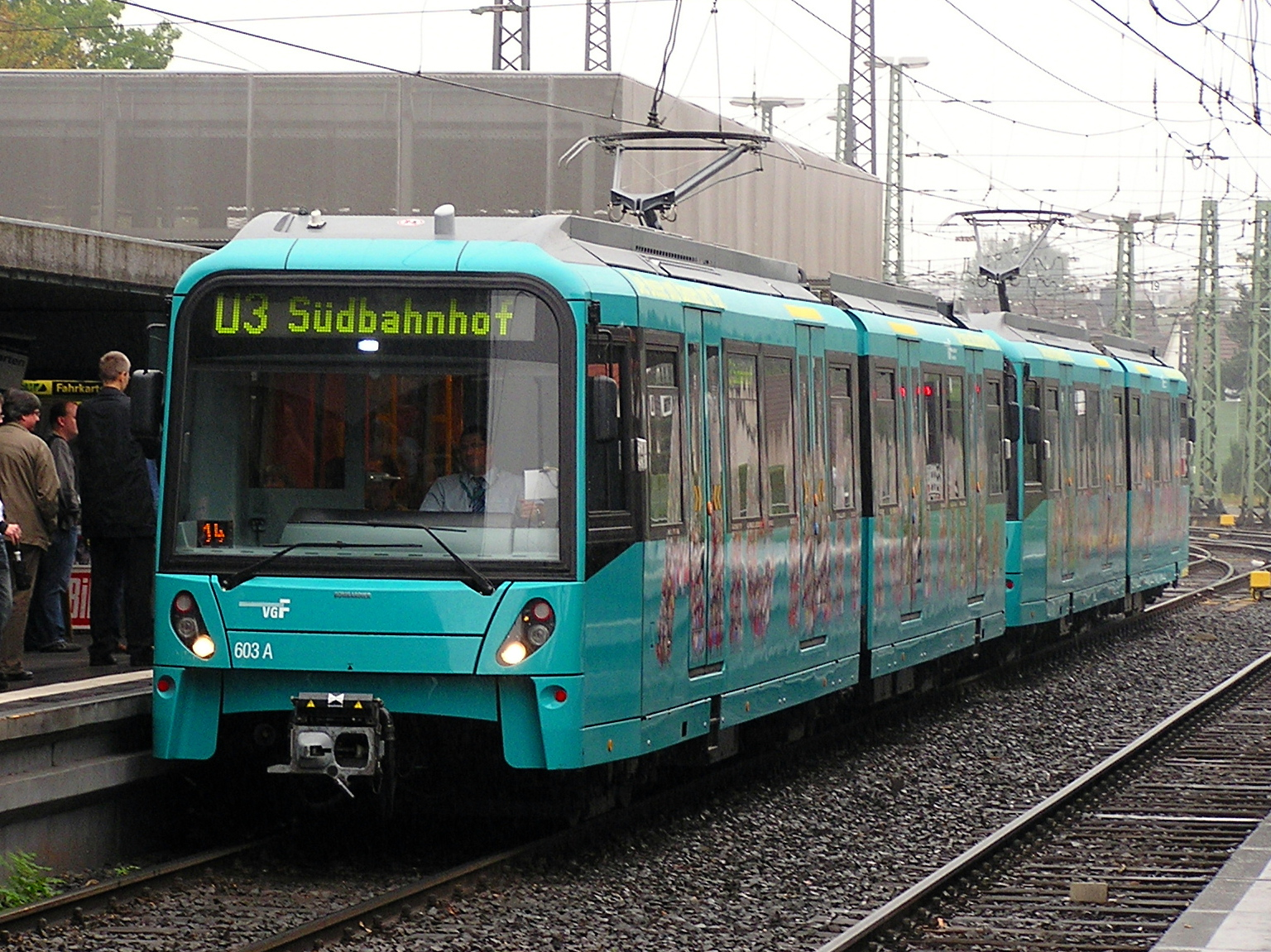
U5-Wagen 603 auf der Linie U3

Für die U-Bahn Frankfurt wurden anfangs 226 Fahrzeuge in zwei Varianten bestellt. Sie basieren auf den K5000, sind aber vor allem optisch an die Frankfurter Vorgänger der Bauart U4, angelehnt. Sie waren seit 2007 im Bau. Ein erstes Fahrzeug wurde im Mai 2008 präsentiert und seit September 2008 sind die Fahrzeuge im Linienbetrieb. Als Besonderheit sind sie mit den von Duewag und Siemens gebauten U4-Wagen kuppel- und vielfachsteuerbar.
Im Einsatz befinden sich 96 Fahrzeuge vom Typ U5-25 und 130 vom Typ U5-50. Beide Fahrzeugvarianten haben eine Länge von etwa 25 Meter. Die Anderthalbrichtungsfahrzeuge verkehren jedoch grundsätzlich immer in Doppeltraktion. Je zwei Wagen bilden etwa 50 Meter lange Doppeleinheiten, die in der Mitte durch einen Wagenübergang verbunden und durchgehend begehbar sind. Nachträglich wurden 23 Einheiten ohne Führerstand (Typ U5-MW) bestellt, die es ermöglichen, ebenfalls durchgehend begehbare Züge aus zwei U5-50 und einem oder zwei zusätzlichen Mitteleinheiten bilden zu können.

### Minneapolis
Seit 2004 fahren auf der Hiawatha-Linie - heute Metro Light Rail (Minneapolis-Saint Paul) - Bombardier-Flexity-Swift-Fahrzeuge.

### Manchester (M5000)
Die Greater Manchester Passenger Transport Executive (GMPTE) hat Bombardier und Vossloh-Kiepe einen Auftrag über acht Fahrzeuge des Typs M5000 im April 2007 für die Stadtbahn Manchester Metrolink erteilt. Diese Bestellung wurde im November 2007 auf 12 erweitert. Die ersten Fahrzeuge nahmen 2009 ihren Betrieb auf.
Weitere 28 Einheiten wurden bestellt, um die Phase 3A, der Erweiterung des Metrolinks abzuschließen. Im Jahr 2011 entschied man sich die bestehende Flotte AnsaldoBreda T-68 gänzlich zu ersetzen – 32 weitere Einheiten wurden bestellt. 2013 wurden 10 weitere Einheiten bestellt, da die Eröffnung der Trafford Park Line bevorstand.
Im September 2014, wurden weitere 16 Einheiten bestellt, so das Manchester insgesamt 120 Einheiten erhalten würde. Die letzte Einheit wurde im Oktober 2016 ausgeliefert. Im Juli 2018 wurden noch einmal 28 weitere Einheiten geordert, damit mehr Platz für Fahrgäste zur Verfügung steht. Diese sollen 2020/21 ausgeliefert werden.

### Bursa
Die Verkehrsbetriebe in Bursa, Türkei, haben im August 2008 30 Flexity Swift-Fahrzeuge für die Stadtbahn bestellt und in den Jahren 2011/2012 erhalten.

### Karlsruhe

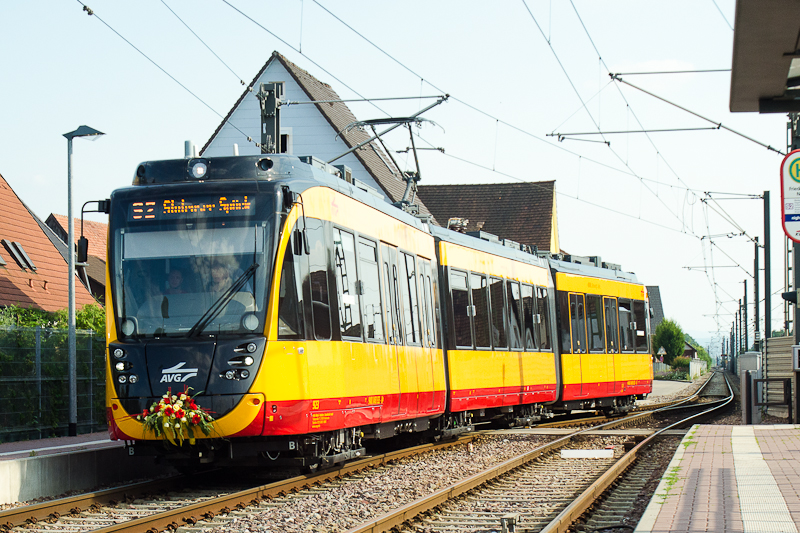
ET 2010 auf der Linie S2

Die Verkehrsbetriebe Karlsruhe (VBK) und die Albtal-Verkehrs-Gesellschaft (AVG) haben im September 2009 insgesamt 30 Zweisystemstadtbahnwagen für die Stadtbahn Karlsruhe und die Stadtbahn Heilbronn zur Auslieferung ab August 2011 bestellt. Im Mai 2012 waren die ersten Wagen in Karlsruhe eingetroffen. Eine Option auf weitere 45 Fahrzeuge wurde vereinbart, wovon im Mai 2016 zwölf Stück angefordert wurden. Im Jahr 2021 kamen weitere 20 Fahrzeuge in Karlsruhe an.

### Melbourne

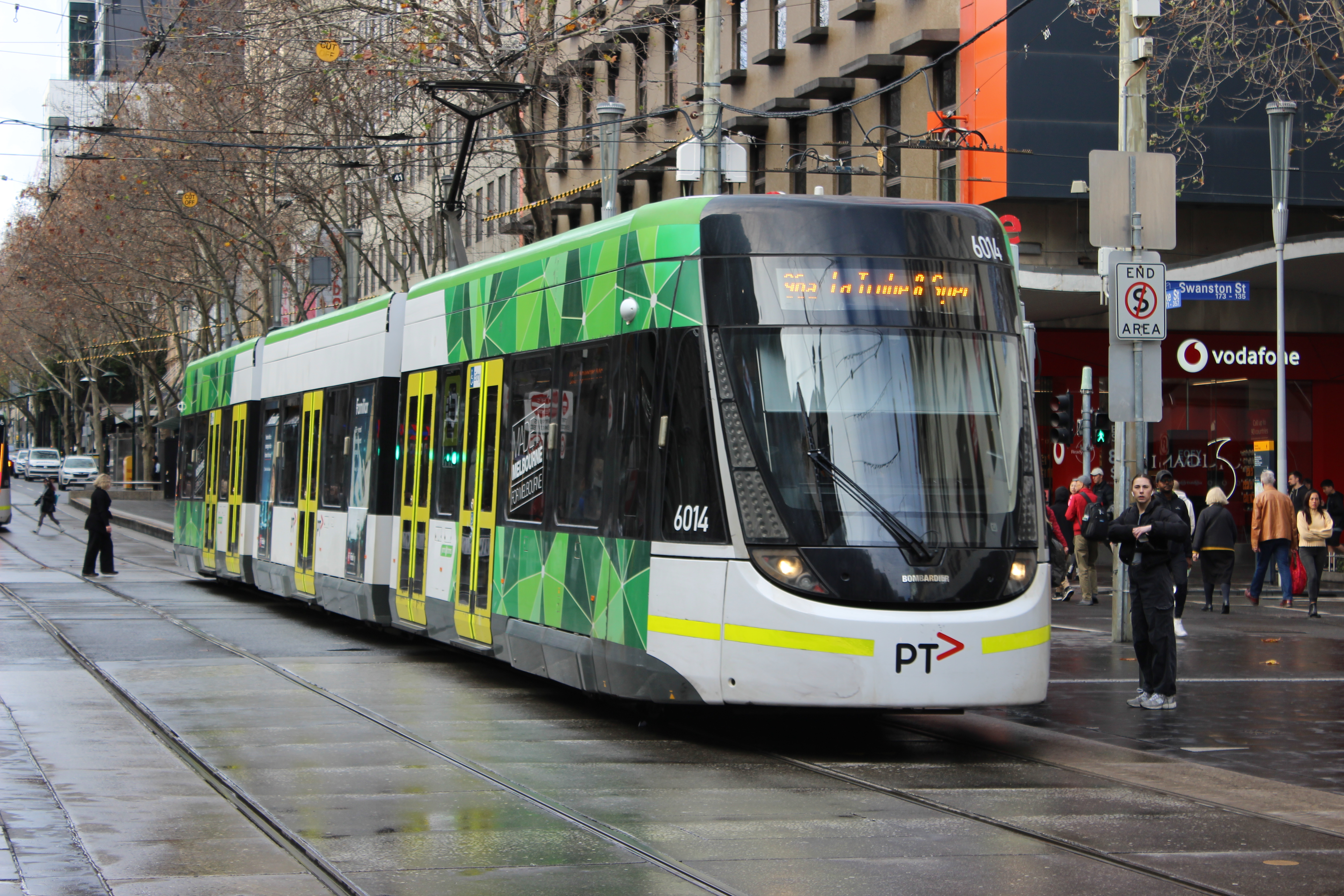
Flexity Switft als E-class tram in Melbourne.

Die Verkehrsbehörden des australischen Bundesstaates Victoria erteilten im September 2010 einen Auftrag für die Lieferung von 50 niederflurigen Straßenbahnwagen des Typs Flexity Swift im Wert von 216 Millionen Euro. Im Gegensatz zu früheren niederflurigen Flexity Swift ist der Durchgang stufenfrei. Die Höhenunterschiede des Gangs zwischen 520 mm über den Drehgestellen und 405 mm sonst werden durch Rampen mit Neigungen von vier bis acht Prozent überwunden. Die Achsfolge ist Bo’Bo’2’Bo’. Der Vertrag beinhaltete zudem eine Option für weitere 100 Einheiten. Bis Mai 2019 wurden 50 der Optionen genutzt und somit insgesamt 100 Fahrzeuge bestellt. Die Fahrzeuge sind 33 Meter lang und können jeweils bis zu 210 Fahrgäste aufnehmen. Sie werden am australischen Bombardier-Standort Dandenong gefertigt. Die deutschen Standorte Mannheim und Siegen liefern die Antriebssysteme sowie die Drehgestelle. Die Auslieferung der ersten Fahrzeuge war für das Jahr 2012 vorgesehen, erfolgte aber erst ab Juni 2013.
Die Fahrzeuge wurden als Klasse E in das örtliche Bezeichnungssystem eingeordnet. Auch die 2022 bestellte Klasse G enthält technische Elemente der Flexity-Swift-Plattform, wird insgesamt jedoch dem Flexity 2 zugeordnet.

### Göteborg

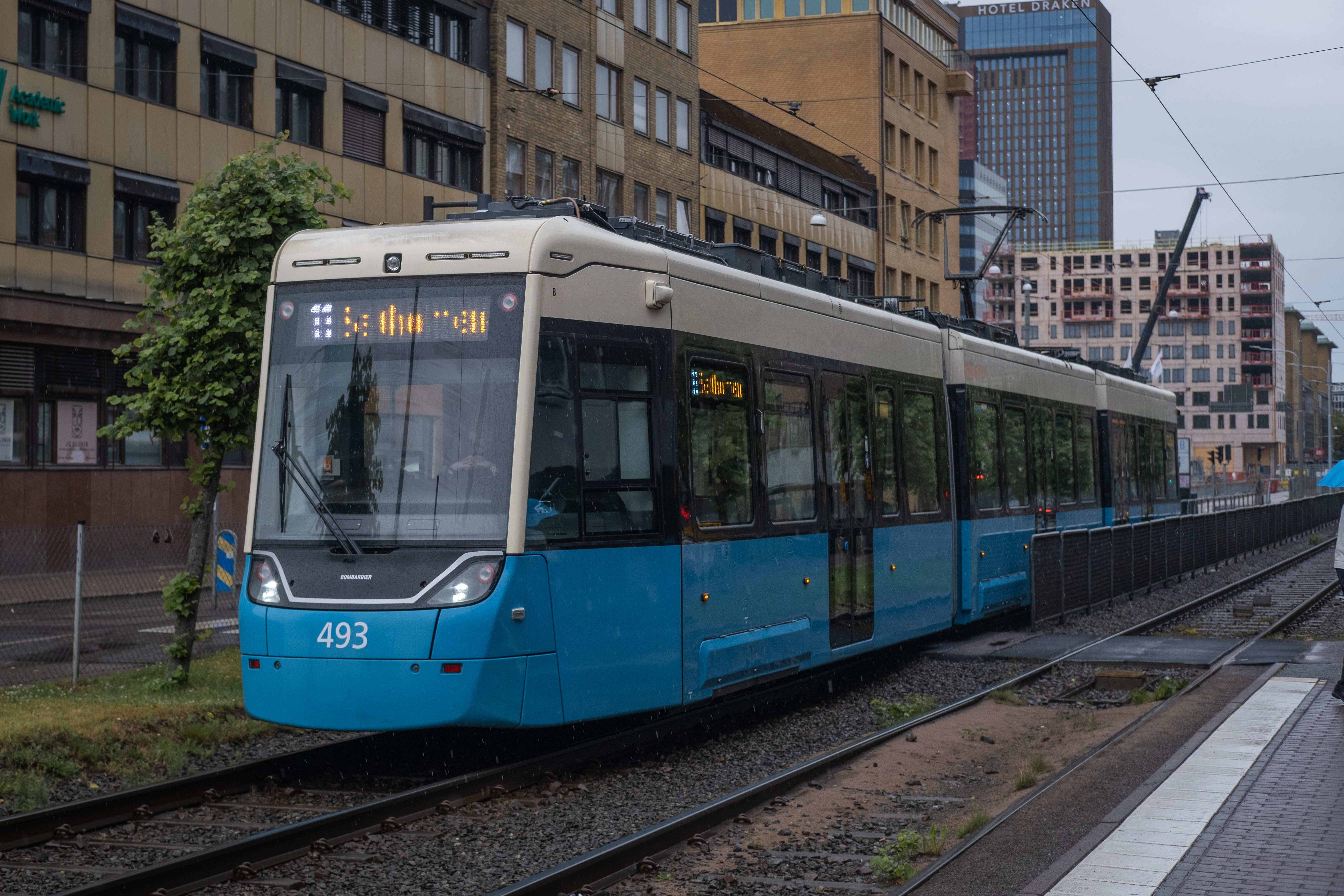
M33B der Straßenbahn Göteborg

Von Dezember 2019 bis Dezember 2023 lieferte Bombardier bzw. Alstom 40 Fahrzeuge für die Straßenbahn Göteborg, welche vom für Melbourne entwickelten Typ abgeleitet wurden. Die elektrische Ausrüstung stammt von Kiepe Electric. Der Fahrzeugtyp erhielt vom örtlichen Verkehrsbetrieb die Bezeichnung M33 und gliedert sich in 30 Einrichtungswagen (M33A) sowie 10 Zweirichtungswagen (M33B). Aus einer Option wurden zusätzlich 60 längere, fünfteilige Einrichtungswagen mit der Bezeichnung M34 bestellt. Die Auslieferung dieser begann im August 2024. Die Wagen des Typs M34 haben keine aufgesattelten Endwagen, sondern drei Wagenteile mit zwei Drehgestellen und zwei Wagenteile ohne Drehgestell in abwechselnder Anordnung.
Die Höhenunterschiede zwischen Einstieg (350 mm), dem Boden der Einstiegsbereiche (430) und dem Boden des Durchgangs über den Drehgestellen (545 mm) werden größtenteils mittels Rampen überwunden, die eine Neigung von weniger als 8 % aufweisen. Ausnahmen sind die Einstiege an den Fahrzeugenden, wo eine Stufe angeordnet ist. Die dreiteiligen Varianten haben gegenüber den Wagen für Melbourne eine Doppeltür pro Türseite weniger. Allerdings wurden an den Enden auf jeweils einer Fahrzeugseite Einzeltüren angeordnet. Die Drehgestelle weisen einen Radsatzstand von 1850 mm auf und die Räder haben einen Durchmesser von 630 mm im Neuzustand.

### Köln, Düsseldorf (HF6)

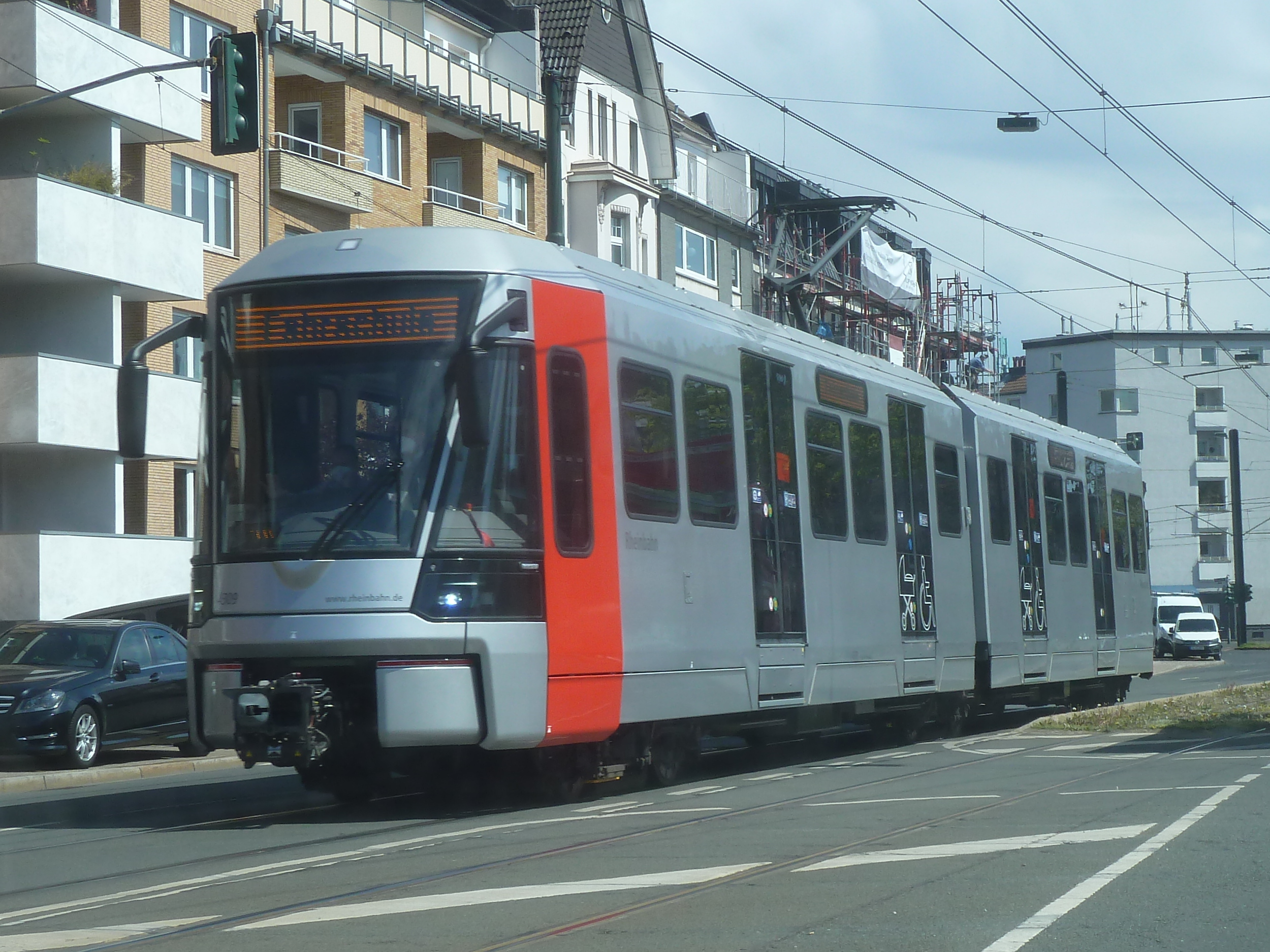
Rheinbahn HF6 im Fahrschuleinsatz 2021

Am 19. März 2015 erteilten die Kölner Verkehrsbetriebe und die Rheinbahn Aufträge über die Lieferung eines gemeinsamen Hochflur-Fahrzeugtyps. Die Rheinbahn sollte ursprünglich zwischen 2017 und 2020 42, die KVB zwischen 2020 und 2023 insgesamt 27 Wagen erhalten. Der Auftrag der Rheinbahn wurde im Mai 2019 jedoch auf 59 Fahrzeuge, der Auftrag der KVB durch Unwetterschäden an zwei älteren Bahnen auf insgesamt 29 erweitert. Die 28 Meter langen und 2,65 Meter breiten Gelenkwagen werden bei beiden Verkehrsbetrieben als HF6 (Hochflur-Fahrzeug sechsachsig) bezeichnet.
Bei einer Probefahrt eines Prototyps im Oktober 2018 berührten Anbauteile eines Drehgestells die Kante des Niederflurbahnsteigs in der unterirdischen Haltestelle Duissern. Für den Einsatz auf der Linie U79 wird eine Modifikation der Anbauteile geprüft. Auf den anderen Linien U70, U75, U76, U77 und U78 der Stadtbahn Düsseldorf können die Wagen jedoch problemlos eingesetzt werden. Im März 2019 war der Presse zu entnehmen, dass das Problem durch eine Veränderung des Bauplans gelöst werden konnte.
Im August 2020 gab die Düsseldorfer Rheinbahn bekannt, dass die Abnahme der HF6-Wagen aufgrund von Qualitätsmängeln und einer fehlenden Zulassung durch die zuständige Behörde bis auf weiteres gestoppt werde. Anschließend wurde seitens der Rheinbahn und der DVG berichtet, dass 109 Wagen des Typs HFx des Herstellers Siemens bestellt und die Zusammenarbeit mit Bombardier beendet wurden.

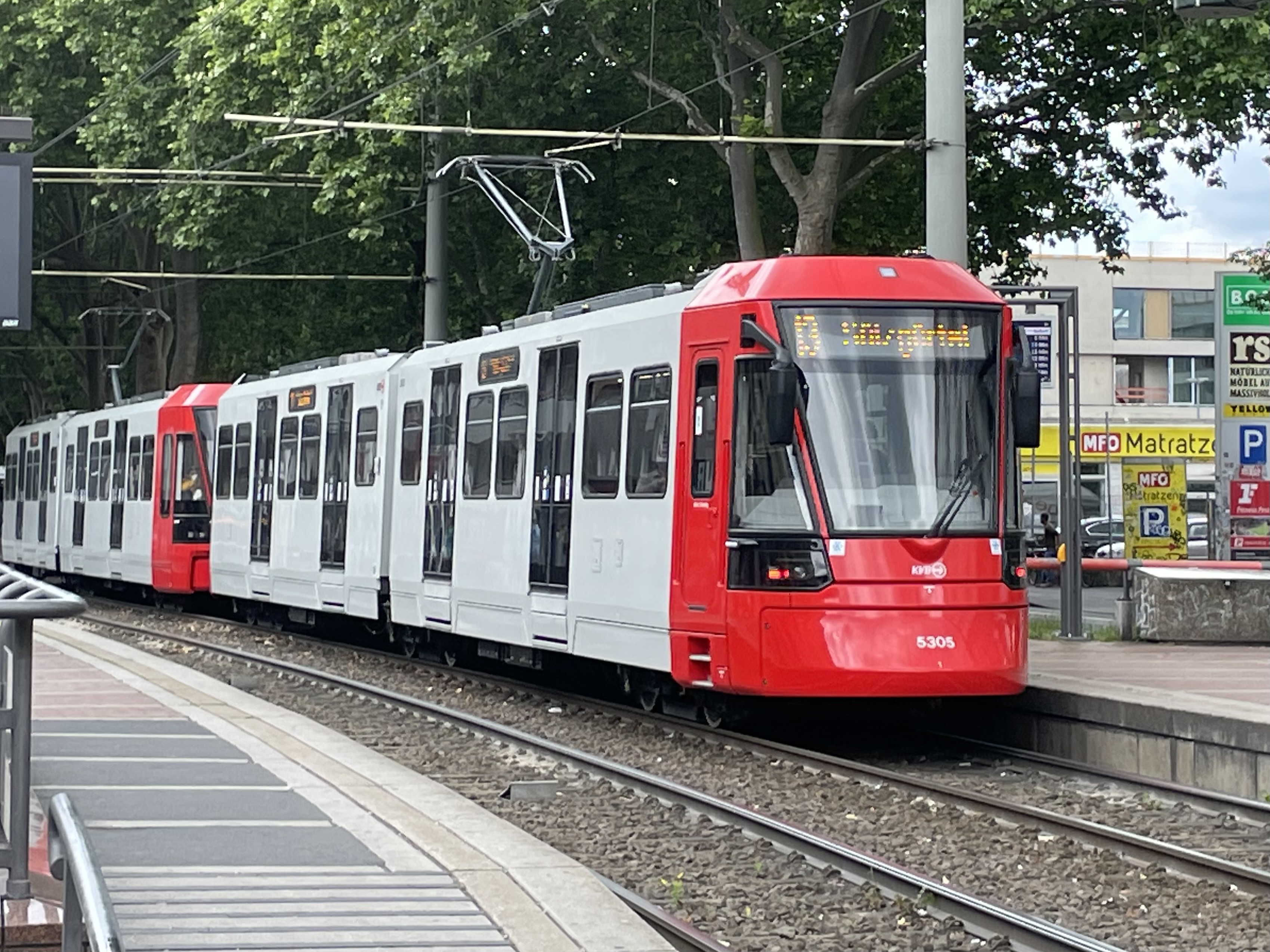
HF6 der KVB im Regelbetrieb auf der Linie 13

Die KVB bekam den ersten Wagen der Baureihe HF6 am 11. Dezember 2020 geliefert. Die Fahrzeuge wurden anschließend für ca. ein Jahr in Köln getestet, bevor der Regelbetrieb nach der Zulassung durch die Technische Aufsichtsbehörde (TAB) für die ersten zwei Bahnen ab Ende 2021 im Doppelzug und mitsamt Fahrgästen auf der Hochflur-Linie 3 begann. Diese Zulassung war ausschließlich auf die Linie 3 beschränkt, da in der Testphase Fehler bei der Trittstufe festgestellt wurden, die aber nach Rücksprache mit dem Hersteller über ein Software-Update lösbar waren. Auch die Sitze, die durch die weiße Beschichtung dem KVB-Vorstand zu hell wirkten, wurden nach der Testphase durch rote Sitze ausgetauscht.
Seit 2022 werden die Fahrzeuge mit der Kennung 53xx im Regelbetrieb progressiv auf allen Stadtbahn-Linien Kölns eingesetzt (zunächst bis auf die Linien 7, 16 und 18, da diese eine gesonderte Genehmigung durch das Eisenbahn-Bundesamt benötigten, die schließlich Anfang 2024 erteilt wurde).

## Technische Daten

### Niederflur-Versionen
| Stadt                   | Land                   | Betrieb        | Typ                   | Baujahr         | Anzahl | Länge   | Breite | Leergewicht | Max. Leistung | Höchstgeschw. |
| ----------------------- | ---------------------- | -------------- | --------------------- | --------------- | ------ | ------- | ------ | ----------- | ------------- | ------------- |
| Köln                    | Deutschland            | KVB            | K4000                 | 1995–1999, 2002 | 124    | 28,40 m | 2,65 m | 35,50 t     | 4 × 120 kW    | 80 km/h       |
| Köln                    | Deutschland            | KVB            | K4500                 | 2004–2007       | 69     | 28,50 m | 2,65 m | 37,40 t     | 4 × 120 kW    | 80 km/h       |
| Croydon, Greater London | Vereinigtes Königreich | TfL            | CR4000                | 1998–2000       | 24     | 30,10 m | 2,65 m | 36,30 t     | 4 × 120 kW    | 80 km/h       |
| Istanbul                | Türkei                 | ITC            |                       | 2003            | 55     | 29,70 m | 2,65 m | 39,20 t     | 4 × 120 kW    | 70 km/h       |
| Minneapolis, Minnesota  | USA                    | Metro Transit  | Type1 LRV (100series) | 2003–2005       | 27     | 28,65 m | 2,65 m | 48,50 t     | 4 × 130 kW    | 88,5 km/h     |
| Porto                   | Portugal               | Metro do Porto |                       | 2010            | 30     | 37,07 m | 2,65 m |             |               | 100 km/h      |
| Stockholm               | Schweden               | SL             | A32                   | 1999–2008       | 31     | 29,70 m | 2,65 m | 37,50 t     | 4 × 120 kW    | 80 km/h       |
| RijnGouweLijn           | Niederlande            | NS             | A32                   | 2008–2010       | 6      | 29,70 m | 2,65 m | 37,50 t     | 4 × 120 kW    | 80 km/h       |
| Karlsruhe               | Deutschland            | AVG            | Link (Swift TT)       | 2011 –          | 34     | 37 m    | 2,65 m | 62 t        | 4 × 150 kW    | 100 km/h      |
| Karlsruhe               | Deutschland            | VBK            |                       | 2011 –          | 8      | 37 m    | 2,65 m | 62 t        |               |               |
| Melbourne               | Australien             | Yarra Trams    | E-Class               | 2013–2021       | 100    | 33,45 m | 2,65 m | 62 t        | 6 × 120 kW    | 80 km/h       |
| Göteborg                | Schweden               |                | M33A                  | 2019–2023       | 30     | 33 m    | 2,65 m |             | 6 × 120 kW    |               |
| Göteborg                | Schweden               | M33B           | 10                    | 2019–2023       |        | 33 m    | 2,65 m |             | 6 × 120 kW    |               |
| Göteborg                | Schweden               | M34            | ab 2024               | 60              | 45 m   |         | 2,65 m |             |               |               |

### Hochflur-Versionen
| Stadt             | Land                   | Betrieb              | Typ           | Baujahr              | Anzahl   | Länge    | Breite  | Leergewicht | Max. Leistung | Höchstgeschw. |
| ----------------- | ---------------------- | -------------------- | ------------- | -------------------- | -------- | -------- | ------- | ----------- | ------------- | ------------- |
| Bonn              | Deutschland            | SWB                  | K5000         | 2003                 | 15       | 28,40 m  | 2,65 m  | 37,80 t     | 4 × 120 kW    | 80 km/h       |
| Bursa             | Türkei                 | Bursaray             | B-2010        | 2010–2012            | 30       | 28,00 m  | 2,65 m  | 38,00 t     | 4 × 120 kW    | 80 km/h       |
| Köln              | Deutschland            | KVB                  | K5000         | 2002–2003            | 59       | 28,40 m  | 2,65 m  | 37,80 t     | 4 × 120 kW    | 80 km/h       |
| Köln              | Deutschland            | KVB                  | K5200         | 2010–2011            | 15       | 28,40 m  | 2,65 m  | 37,80 t     | 4 × 120 kW    | 80 km/h       |
| Frankfurt am Main | Deutschland            | VGF                  | U5-25         | 2008–2011, 2014–2017 | 54, (40) | 25,02 m  | 2,65 m  | 37,20 t     | 4 × 130 kW    |               |
| Frankfurt am Main | Deutschland            | VGF                  | U5-50         | 2011–2015, 2014–2017 | 92, (38) | 24,764 m | 2,65 m  | 36,15 t     | 4 × 130 kW    |               |
| Frankfurt am Main | Deutschland            | VGF                  | U5-KR         | 2020-?               | 22       | ?        | 2,65 m  | ?           | ?             |               |
| Izmir             | Türkei                 | Metro Izmir          | MD            |                      | 30       | 23,50 m  | 2,65 m  | 32,00 t     | 4 × 75 kW     |               |
| Izmir             | Türkei                 | Metro Izmir          | M             |                      | 15       | 23,50 m  | 2,65 m  |             | 4 × 75 kW     |               |
| Manchester        | Vereinigtes Königreich | Manchester Metrolink | M5000         | 2009–2016            | 120+27   | 28,40 m  | 2,65 m  | 39,70 t     | 4 × 120 kW    | 80 km/h       |
| Rotterdam         | Niederlande            | RET                  | MG2/1 (Typ B) | 1996–2001            | 63       | 30,50 m  | 2,664 m | 44,20 t     | 6 × 85 kW     |               |
| Rotterdam         | Niederlande            | RET                  | SG2/1 (Typ S) | 2002                 | 18       | 30,50 m  | 2,664 m | 44,20 t     | 6 × 85 kW     |               |
| Rotterdam         | Niederlande            | RET                  | RSG3 (Typ R)  | 2008–2009            | 22       | 42,71 m  | 2,664 m | 64,30 t     | 8 × 130 kW    | 100 km/h      |
| Rotterdam         | Niederlande            | RET                  | SG3 (Typ R)   | 2009–2012            | 42       | 42,71 m  | 2,664 m | 64,30 t     | 8 × 130 kW    | 100 km/h      |
| Rotterdam         | Niederlande            | RET                  | HSG3 (Typ R)  | 2015–heute           | 22       | 42,71 m  | 2,664 m | 64,30 t     | 8 × 130 kW    | 100 km/h      |
| Düsseldorf        | Deutschland            | Rheinbahn            | HF6           | 2019–?               | 59       | 28 m     | 2,65 m  | 39,95 t     |               | 80 km/h       |
| Köln              | Deutschland            | KVB                  | HF6           | 2020–?               | 30       | 28 m     | 2,65 m  |             |               | 80 km/h       |

## Bilder

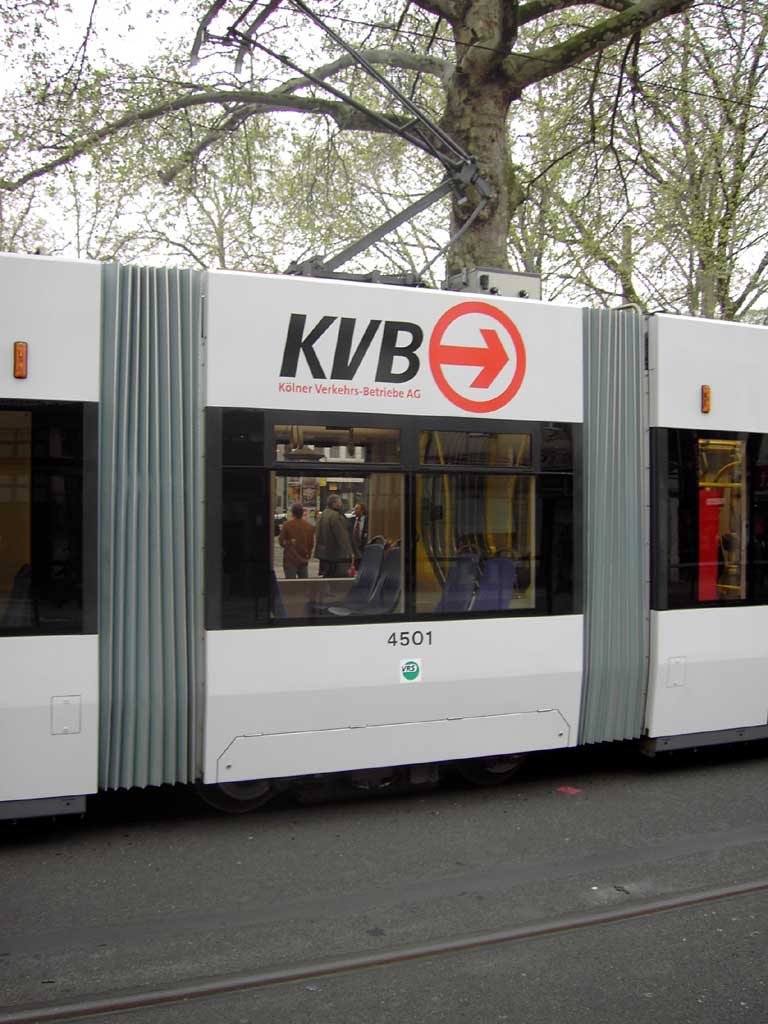
Mittelteil eines K4500 in Köln (2005)
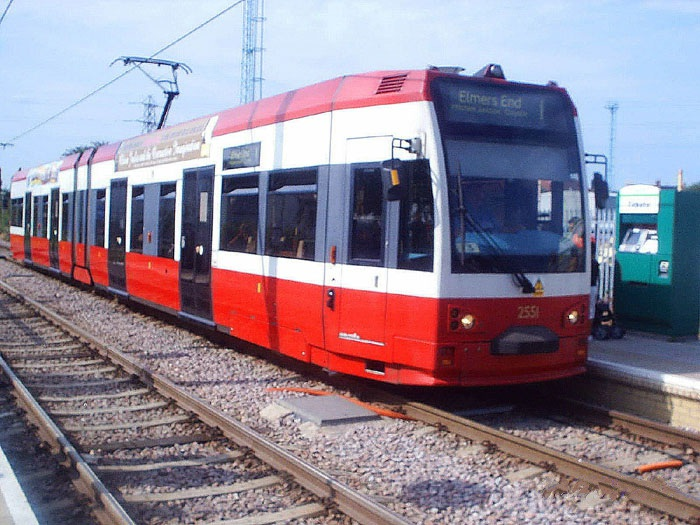
CR4000 der Croydon Tramlink (2004)
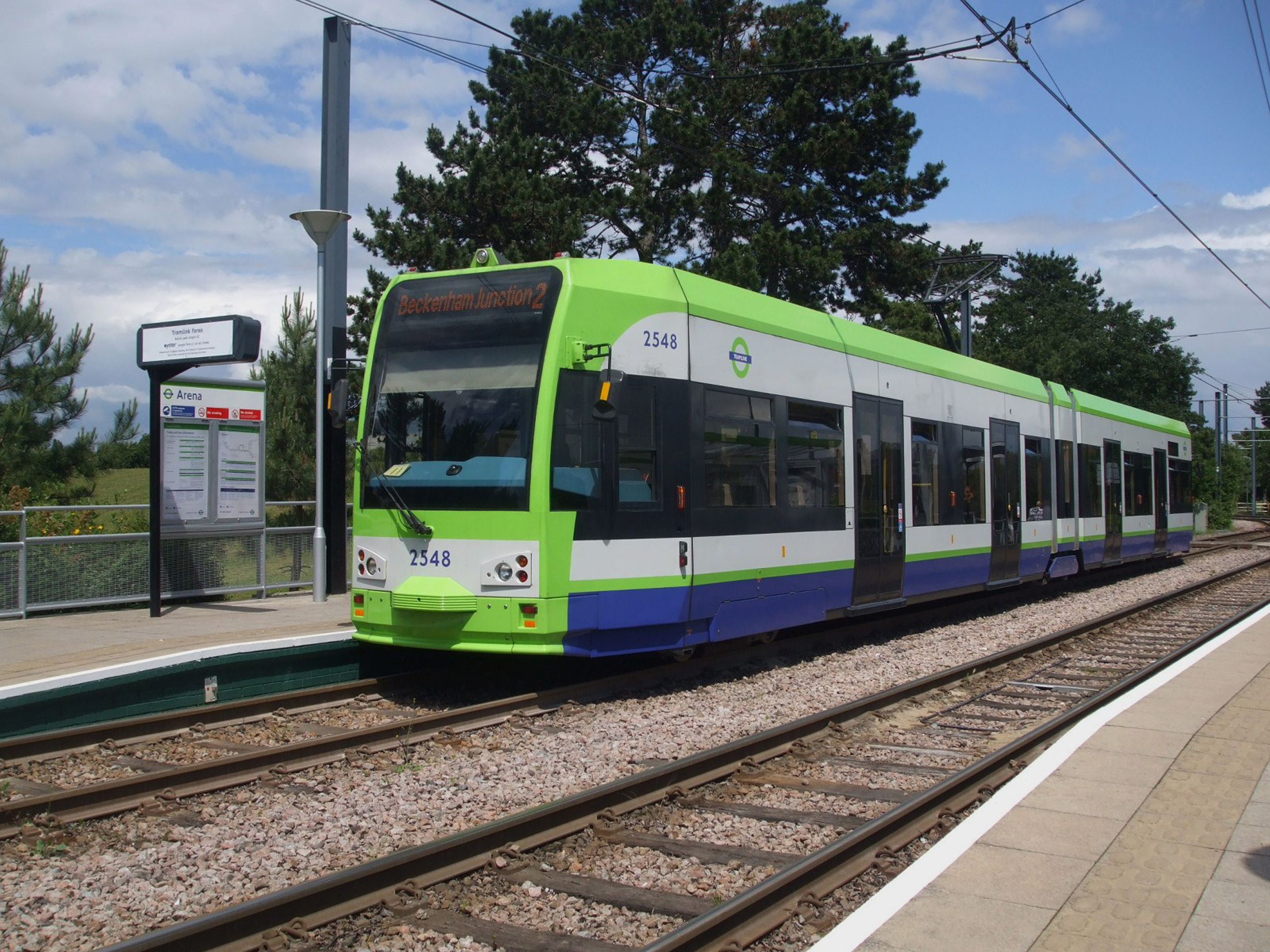
CR4000 in aktueller Lackierung (2009)
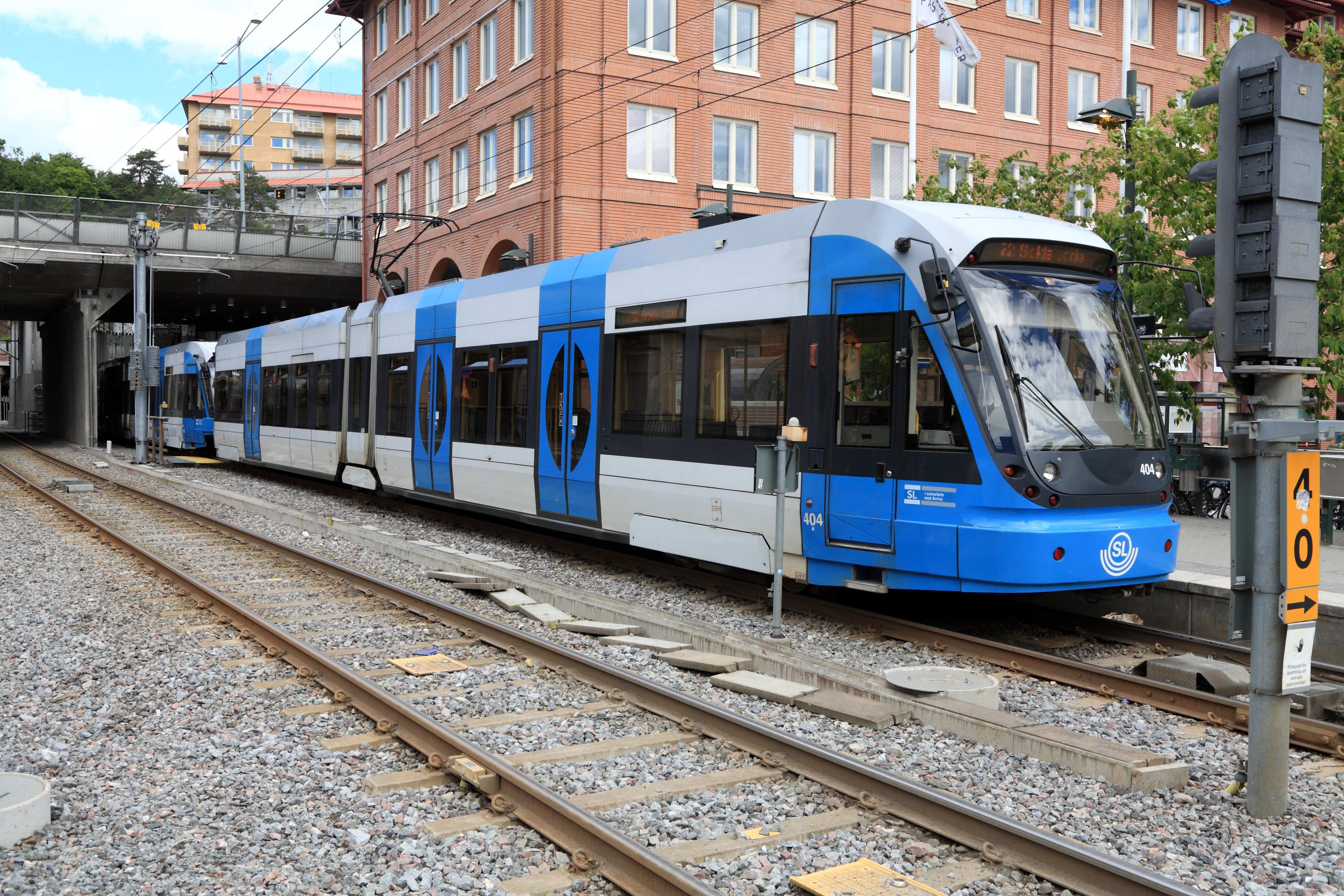
A32 404 auf der Tvärbana (Bf Alvik, 2013)
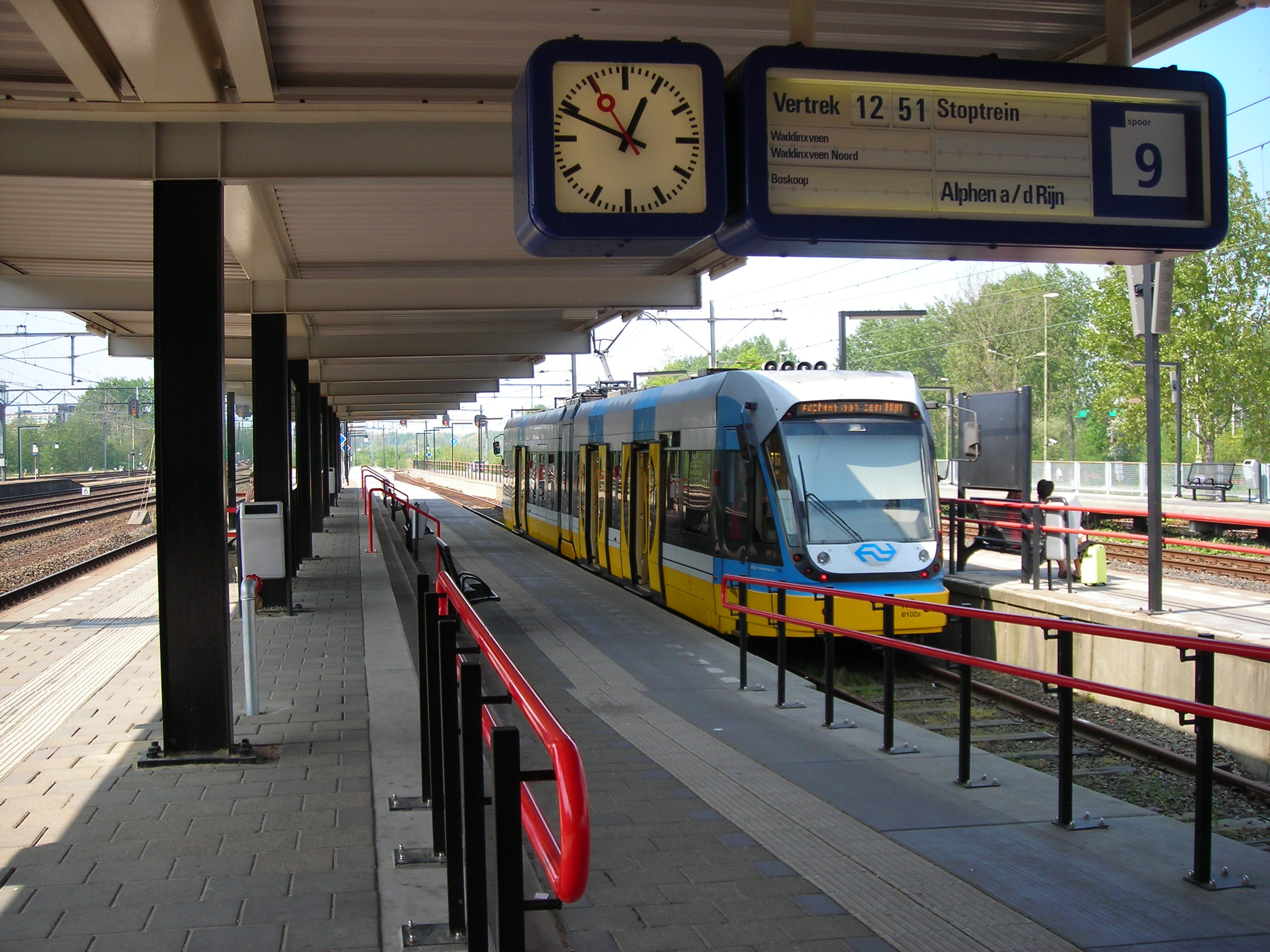
A32 im Bahnhof Gouda (2007)
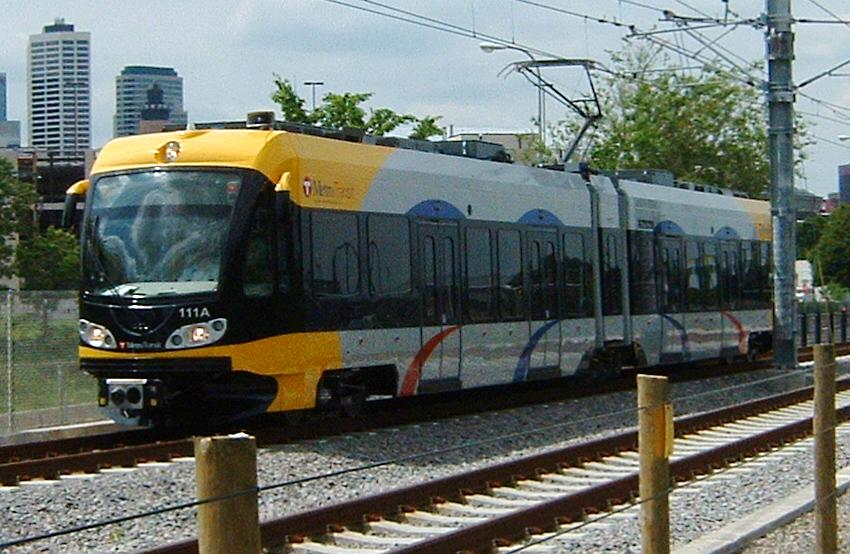
Wagen 111 in der Nähe der Station Cedar/Riverside in Minneapolis (2005)
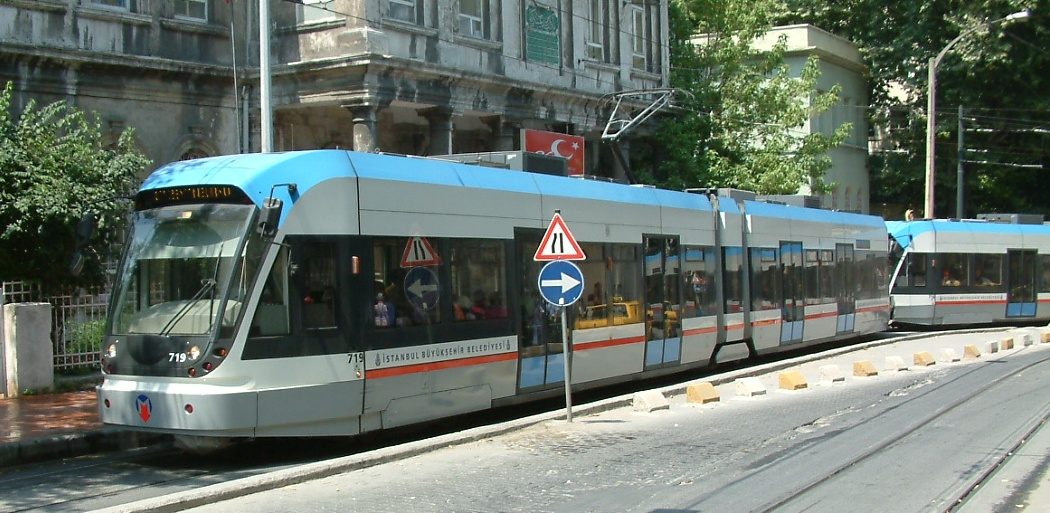
Flexity Swift in Istanbul (2005)
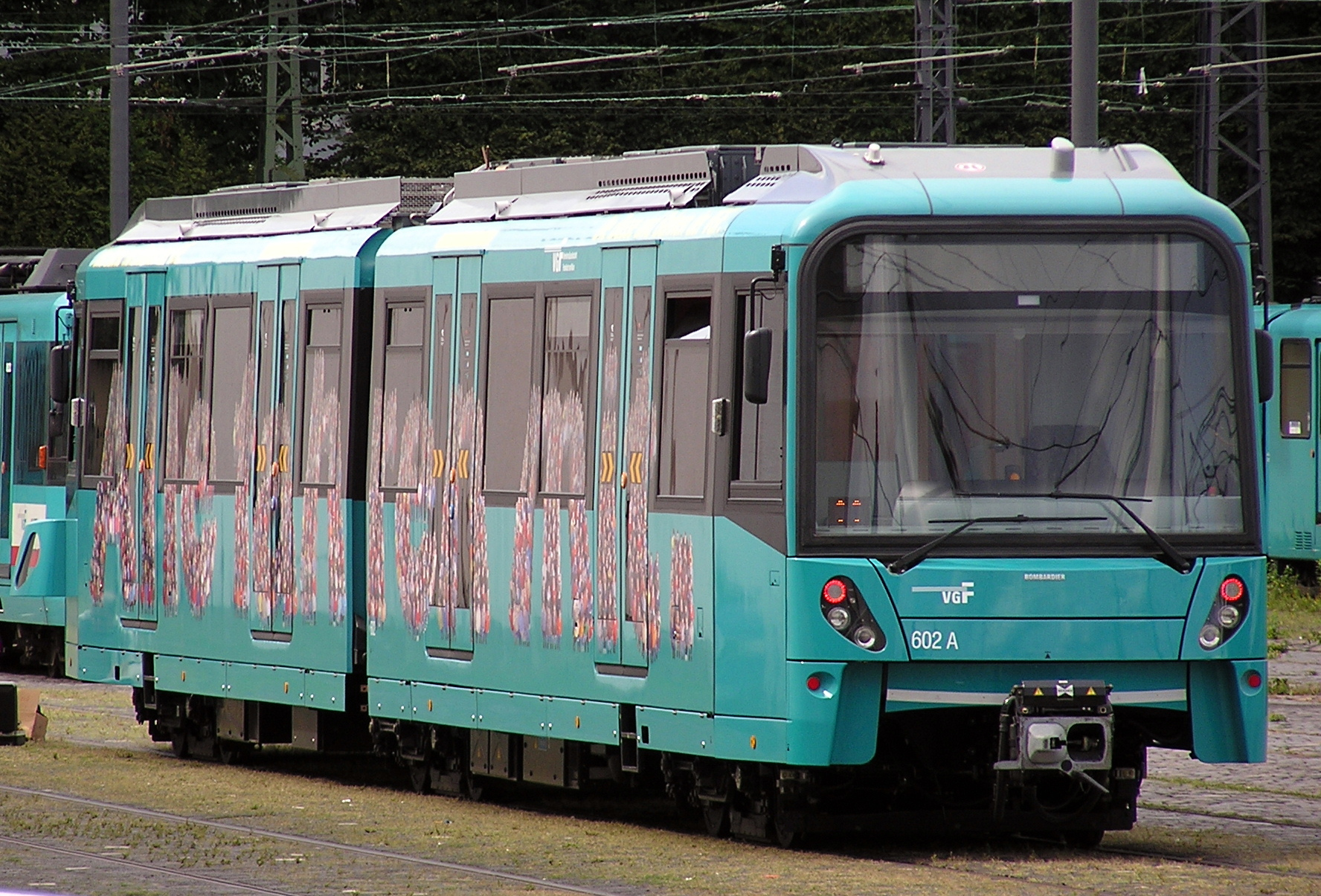
U5-Wagen in Frankfurt (2008)
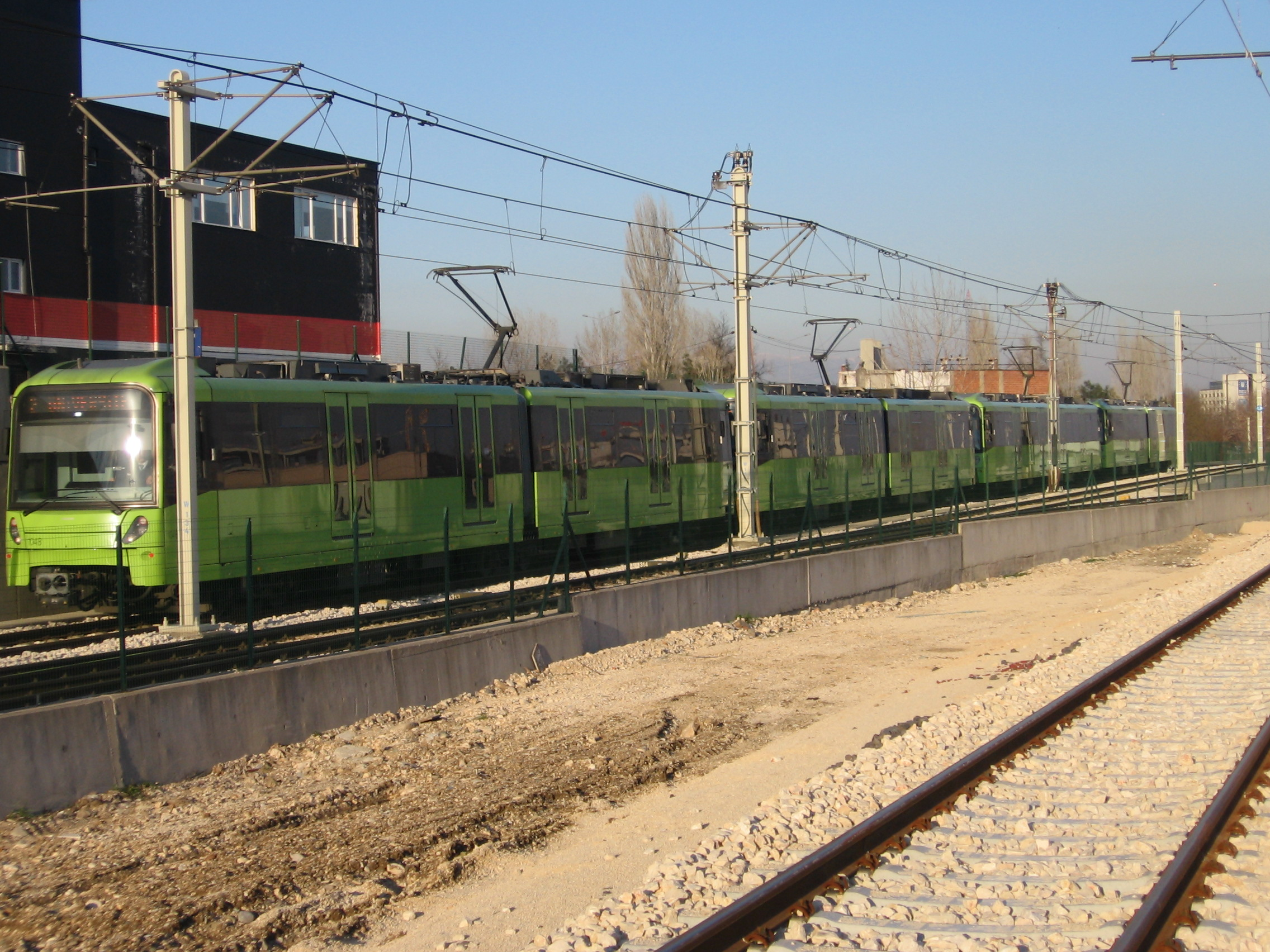
Bursaray B-2010 in Bursa (2012)
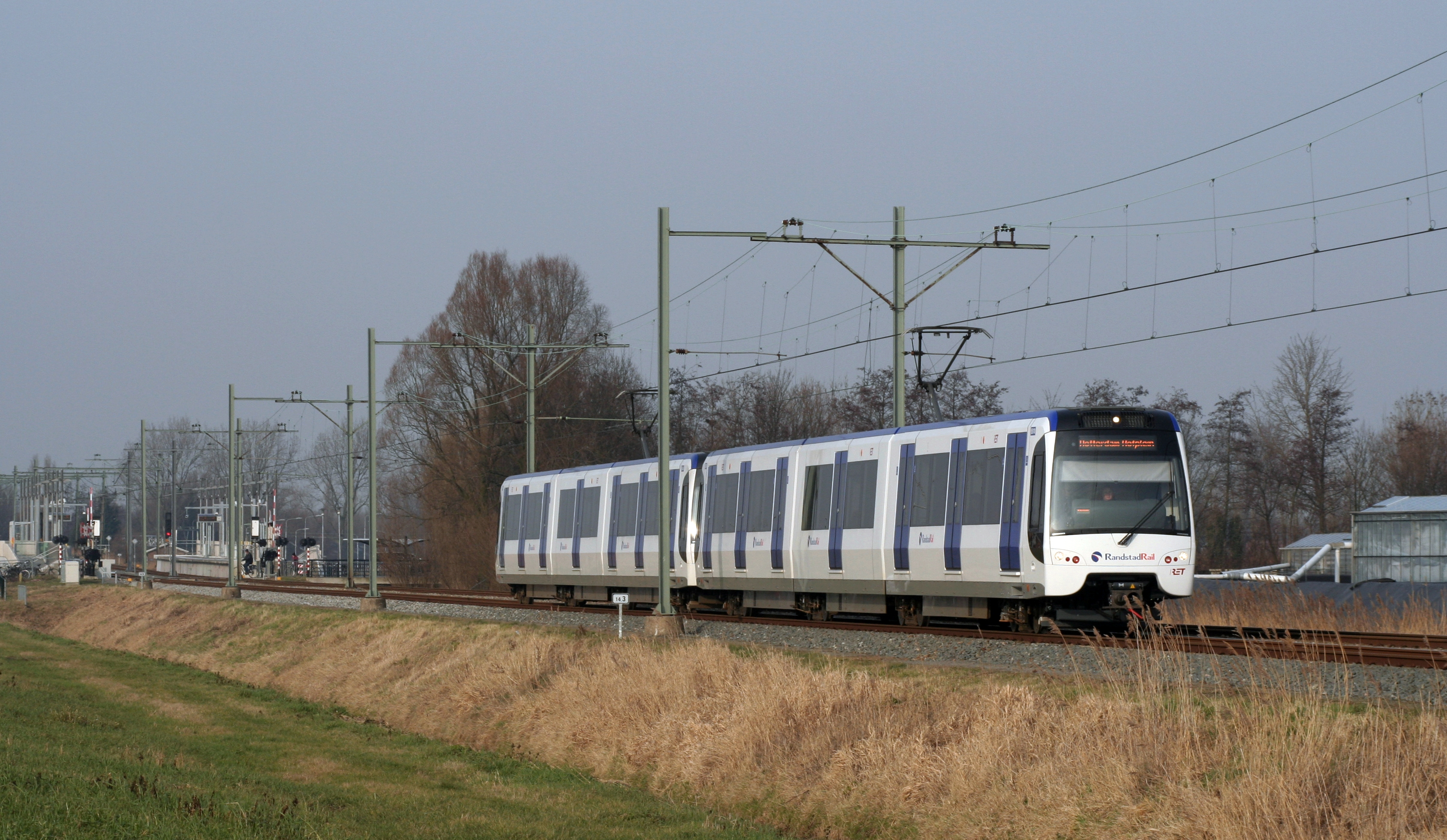
Randstadrail RSG3 bei Nootdorp (2009)
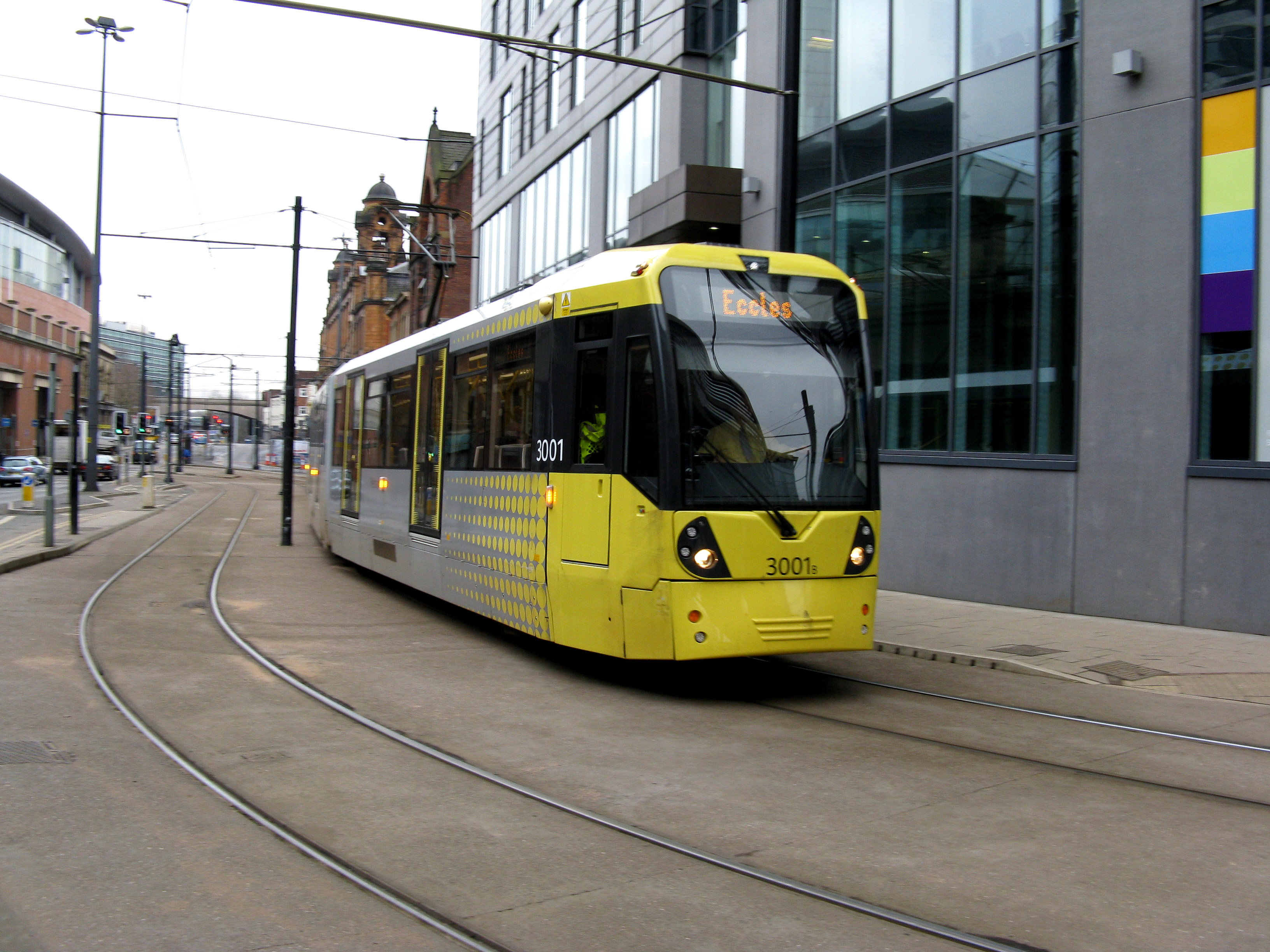
Wagen 3001 der Manchester Metrolink (2010)
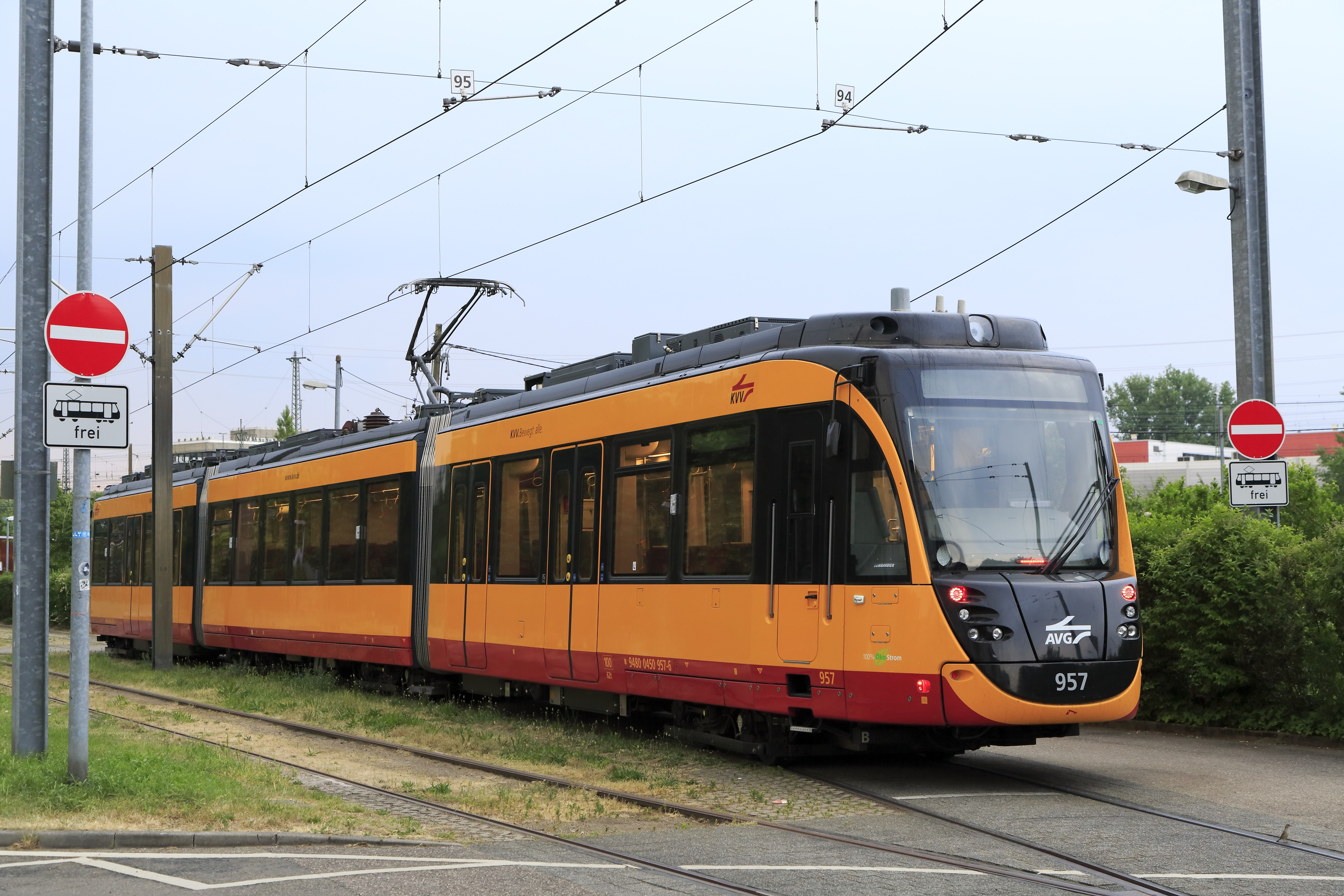
Wagen 957 der Albtal-Verkehrsgesellschaft (2018)
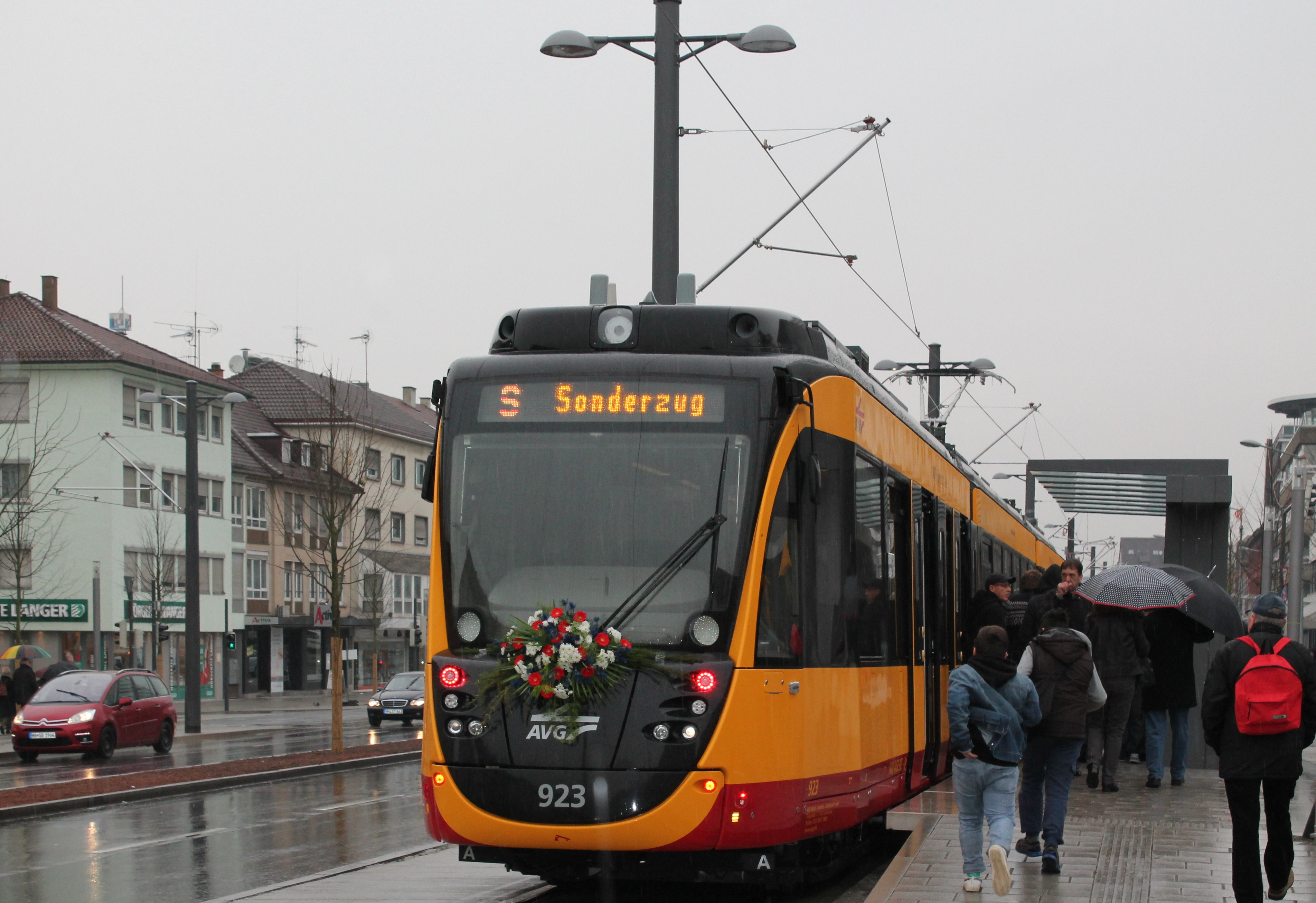
Eröffnungssonderzug der Stadtbahn Heilbronn Nord am 14. Dezember 2013
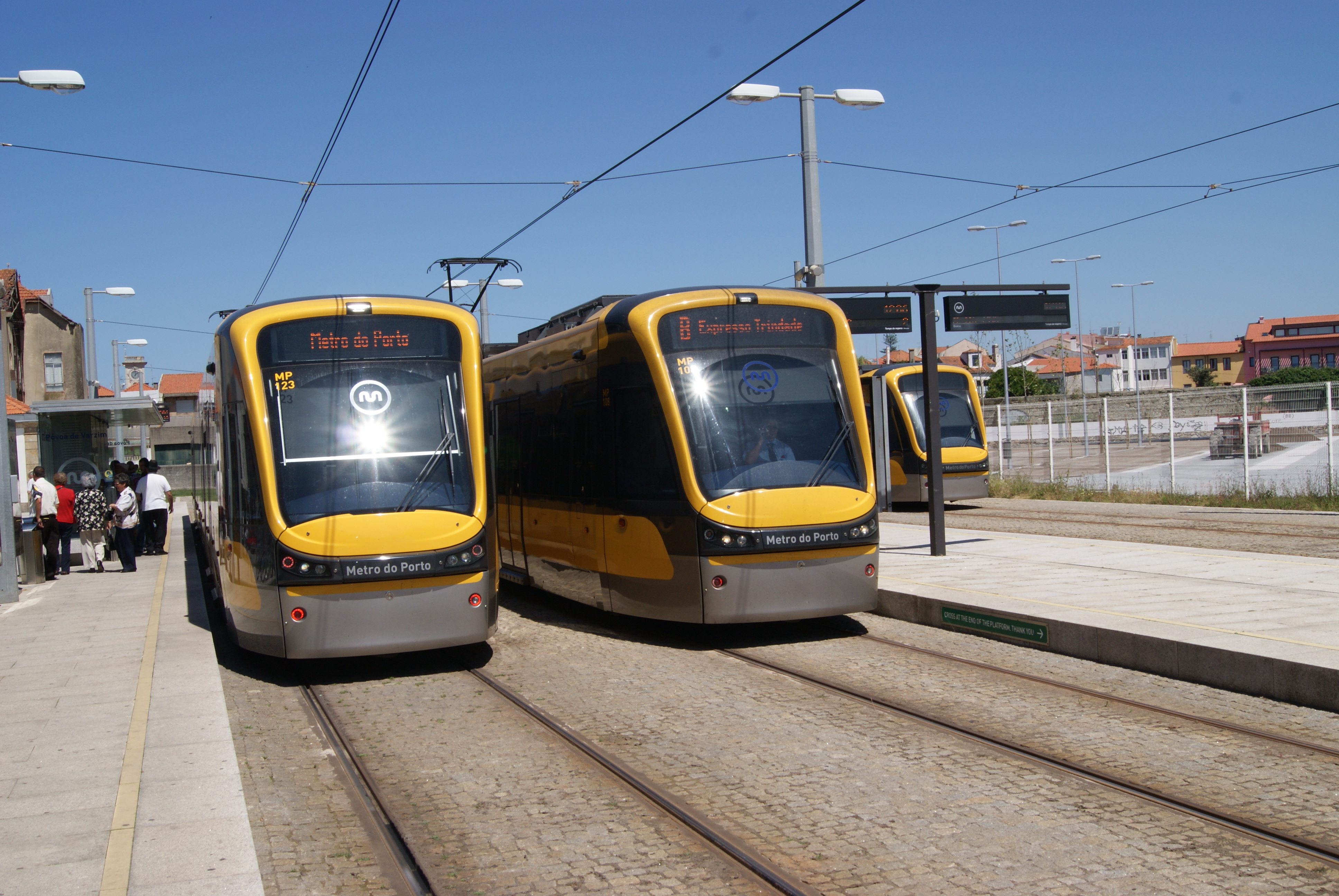
Drei Triebwagen an der Endhaltestelle Póvoa de Varzim der Linie B der Metro do Porto